# Felton (Delaware)
Felton es un pueblo ubicado en el condado de Kent en el estado estadounidense de Delaware. En el año 2000 tenía una población de 784 habitantes y una densidad poblacional de 489 personas por km².

## Geografía
Felton se encuentra ubicado en las coordenadas 39°0′37″N 75°34′36″O / 39.01028, -75.57667.

## Demografía
Según la Oficina del Censo en 2000 los ingresos medios por hogar en la localidad eran de $42,589, y los ingresos medios por familia eran $44,875. Los hombres tenían unos ingresos medios de $32,857 frente a los $24,375 para las mujeres. La renta per cápita para la localidad era de $17,854. Alrededor del 10.4% de la población estaban por debajo del umbral de pobreza.

## Localidades adyacentes
Diagrama de las localidades a un radio de 16 km a la redonda de Felton.